# Juba 1.
Juba I (85 f.Kr.-46 f.Kr.) var konge i den romerske lydstat Numidien fra 60 f.Kr. til sin død. Juba var søn af Hiempsal II, som han efterfulgte på tronen.
Allerede inden sin tronbestigelse var Juba modstander af Cæsar, hvis allierede, folketribunen Gajus Scribonius Curio, i 50 f.Kr. foreslog at inddrage Jubas rige, men da Gajus året efter angreb Juba, blev han slået og dræbte sig selv.
Da Cæsar vandt ved Farsalos, flygtede flere af hans modstandere til Afrika, og sammen med disse fortsatte Juba modstanden mod
Cæsar, men da de tabte ved Thapsus i 46 f.Kr., begik Juba selvmord.
Hans rige blev delt mellem Rom og Mauretanien, og hans søn, Juba II, blev opdraget i Rom.
Da Cæsar vendte tilbage til Rom efter sine sejre, tildelte Senatet ham fire triumfer for sejrene over Gallien, Ægypten, Pontus og Juba.